# Sod (prostorninska mera)
Sód je zgodovinska mera za prostornino. Sod (angleško barrel) je še v uporabi v okviru anglosaških enot, vendar ne kot osnovna enota. Velikost enote je od okoli 95 do 165 litrov in se razlikuje glede na snov (pivo, vino, jagodičje) in glede na obdobje. V mednarodni trgovini se sod uporablja pri trgovanju z nafto; v slovenščini to mero običajno imenujemo sódček nafte. Ta sodček drži 158,9873 litrov, 42 ameriških galon ali 35 imperialnih galon.

## Anglosaška prostorninska mera
Sod kot prostorninska mera je največkrat okoli 160 litrov (od 157 do 166 litrov), odvisno od tekočine (vino, pivo, nafta), države (ZDA ali Združeno kraljestvo) in zgodovinskega obdobja.
Prostorninska mera barrel je sedaj
- v Združenem kraljestvu:

- 1 Imp.bl. = 36 Imp.gal. (galon) = 163,7 litrov

- v ZDA:

- U.S. beer barrel (za pivo) = 31 U.S.gal. = 117,3 litrov
- U.S. non-beer barrel (za ostale tekočine) = 31,5 U.S.gal. = 119 litrov
- U.S. dry barrel (za suhe snovi): 105 dry quarts = 115,6 litrov
- U.S. cranberry barrel (za brusnice): 8645/64 pint = 95,479 litrov ali 5.826 kubičnih palcev = 95,471 litrov.

## Sodček surove nafte
V mednarodni trgovini se uporablja sodček oziroma barrel za nafto; v tem primeru je:
- 1 sodček surove nafte = 42 U.S.gal. = 158,9873 litrov

Glede na povprečno specifično maso surove nafte ustreza:
- 1 tona surove nafte = 7,33 sodčkov in pa:
- 1 sodček/dan = 49,8 ton/leto.

Velikost sodčka surove nafte izvira iz zgodnjega obdobja črpanja nafte na naftnih poljih v Pensilvaniji, ko so prevažali načrpano nafto v vinskih sodih stare angleške mere, po 42 galon, ali pa v sodih za viski, po 40 galon (151,4 litrov). Družba Standard Oil iz Pensilvanije pa je kasneje vedno dobavljala nafto v svojih 42-galonskih modrih sodih (»blue barrel«, »bbl«), kar je postala in do danes ostala običajna trgovska mera za nafto.
Glej tudi: Sod (posoda)